# Agencia Latinoamericana y Caribeña del Espacio
La Agencia Latinoamericana y Caribeña del Espacio (también llamada ALCE, por sus siglas) es una organización internacional de exploración espacial con sede en México conformada por varios países de América Latina y la región Caribe. Fue constituida en 2021 como parte de la carrera espacial latinoamericana. Según su acta constitutiva, su objetivo es encargarse de coordinar las actividades de cooperación en el ámbito espacial de los países latinoamericanos y caribeños para el uso y exploración pacífica del espacio ultraterrestre, la Luna y otros cuerpos celestes. Sus idiomas oficiales son el español, el inglés, el francés, el portugués y el neerlandés.

## Historia
La agencia tiene su primer origen el 9 de octubre de 2020, cuando el secretario de relaciones exteriores de México, Marcelo Ebrard, y el ministro de relaciones exteriores de Argentina, Felipe Solá, firmaron un acuerdo en el que se comprometían a crear una agencia espacial latinoamericana. El 24 de julio de 2021 en el marco de la XXI Reunión de Cancilleres de la Comunidad de Estados Latinoamericanos y Caribeños (CELAC) celebrada en el Castillo de Chapultepec, en México, este país, que asumía la presidencia pro tempore de dicha organización y que fue el principal impulsor del proyecto, firmó junto con los Estados miembro de Argentina, Bolivia, Costa Rica, Ecuador y Paraguay un acuerdo para la creación de la ALCE. Posteriormente, el 18 de septiembre de ese mismo año diecinueve estados firmaron el Convenio Constitutivo de la ALCE en el marco de la VI Cumbre de la CELAC de 2021 llevada a cabo en el Palacio Nacional de México. Finalmente, el 16 de marzo de 2022 el Senado de México ratificó la creación de la sede de la ALCE en dicho país, acto con el cual esta agencia quedó formalmente instituida.

## Estados miembros
Las naciones que constituyen la ALCE son las siguientes:
- Antigua y Barbuda
- Argentina
- Belice
- Bolivia
- Costa Rica
- Cuba
- Dominica
- Ecuador
- El Salvador
- Guatemala
- Haití
- Honduras
- Jamaica
- México
- Nicaragua
- Paraguay
- Perú
- República Dominicana
- San Cristóbal y Nieves
- San Vicente y las Granadinas
- Santa Lucía
- Venezuela